# Fernan Garcia Esgaravunha
Fernan Garcia Esgaravunha fue un trovador portugués del siglo XIII, autor de lírica gallego-portuguesa.

## Biografía
Pertenece a uno de los linajes más importantes de Portugal: los Sousa. Es hijo del también trovador Garcia Mendiz de Eixo y Elvira Gonçalves de Toronho. Es hermano del conde y trovador Gonçalo Garcia de Sousa. Nació a principios del siglo XIII y aparece documentado por primera vez en 1230 cuando ocupaba el cargo de teniente en Celorico da Beira.
Entre 1230 y 1247 no aparece documentado, durante ese tiempo pudo haber estado en Castilla o fuera de la península ibérica. En 1247 aparece documentado de nuevo en Portugal tomando parte por Alfonso III en su disputa con el rey Sancho II. En 1250 asume la tenencia de Maia y por esa época se casa con Urraca Abril de Lumiares.
El profesor António Resende de Oliveira sostiene que falleció en torno al año 1251 -año del que desaparece de la documentación regia-, sin embargo, otros estudiosos como Vicenç Beltran creen que pudo llegar vivir hasta el último cuarto del siglo XIII.

## Obra
Se conservan veinte obras: dieciocho cantigas de amor y dos cantigas de escarnio y maldecir.